# Adams (Massachusetts)
Adams è un comune degli Stati Uniti d'America facente parte della contea di Berkshire nello stato del Massachusetts. Fa parte dell'area statistica metropolitana di Pittsfield.
Posta al centro di un'area montuosa, nel territorio di Adams si trova il Mount Greylock (1.064 m s.l.m.), la più alta vetta del Massachusetts.
Ha dato i natali all'attivista Susan B. Anthony.

## Storia
Il territorio originario di Adams (all'epoca chiamata East Hoosac) fu acquistato all'asta dallo Stato da Nathan Jones verso la metà del Settecento. Colonizzata inizialmente nel 1762, la città fu registrata ufficialmente come Adams nel 1778, in onore di Samuel Adams, capo rivoluzionario, governatore e firmatario della Dichiarazione di indipendenza.
Nel corso del XIX secolo Adams si trasformò rapidamente da centro agricolo in industriale, attivo specialmente nel settore tessile (manifattura del cotone) e minerario.
Nei tempi più recenti l'economia della città si è orientata prevalentemente verso il turismo, parte di un più ampio movimento che coinvolge l'intera zona dei Monti Berkshires, potendo contare sulle sue bellezze naturali e attività all'aperto e sulla sua vicinanza alle gallerie, musei e collegi di North Adams e Williamstown.